# MySQL Workbench
MySQL Workbench — инструмент для визуального проектирования баз данных, интегрирующий проектирование, моделирование, создание и эксплуатацию БД в единое бесшовное окружение для системы баз данных MySQL. Является преемником DBDesigner 4 от FabForce.
MySQL Workbench предлагается в трёх редакциях:
- Community Edition — распространяется под свободной лицензией GNU GPL;
- Standard Edition — доступна по ежегодной оплачиваемой подписке. Эта версия включает в себя дополнительные функции, которые повышают производительность разработчиков и администраторов БД.
- Enterprise Edition

## История

### GUI Tools
Пакет MySQL GUI Tools содержит кросс-платформенное свободное программное обеспечение (под лицензией GNU GPL) для администрирования серверов баз данных MySQL, а также для создания и манипулирования данными внутри баз данных MySQL.
Данный пакет разрабатывался Sun Microsystems, но позже его разработка была остановлена, и сейчас он доступен только из архивов загрузок на сайте MySQL.
Пакет GUI Tools был полностью заменён MySQL Workbench начиная с бета-версии 5.2. Тем не менее, MySQL Support Team продолжала оказывать поддержку пакета GUI Tools до 30 июня 2010 г. В будущих версиях MySQL Workbench будет добавлен плагин для миграции (англ. migration plugin), полностью совместимый с MySQL Migration Toolkit, входящий в состав пакета GUI Tools.

### Workbench
Первая версия MySQL Workbench была выпущена в сентябре 2005 года.
MySQL Workbench был первым семейством продуктов, который был доступен в двух вариантах. Чтобы привлечь разработчиков в основную команду разработки, коммерческая стандартная версия программы (англ. Standard Edition) предлагается поверх свободной версии (англ. Community Edition), распространяемой под лицензией GNU GPL. «Community Edition» является полнофункциональным продуктом, обладающим всеми основными возможностями коммерческого варианта. Являясь основой для всех будущих релизов, он будет получать пользу от всех будущих усилий, прилагаемых для развития продукта. «Standart Edition» расширяет «Community Edition» серией модулей и плагинов, позволяющих оптимизировать рабочий процесс и, тем самым, сэкономить время и избежать ошибок.

#### Возможности программы
- Позволяет наглядно представить модель базы данных в графическом виде.
- Наглядный и функциональный механизм установки связей между таблицами, в том числе «многие ко многим» с созданием таблицы связей.
- Reverse Engineering — восстановление структуры таблиц из уже существующей на сервере БД (связи восстанавливаются в InnoDB, при использовании MyISAM — связи необходимо устанавливать вручную).
- Удобный редактор SQL запросов, позволяющий сразу же отправлять их серверу и получать ответ в виде таблицы.
- Возможность редактирования данных в таблице в визуальном режиме.